# Batrachorhina vagepicta
Batrachorhina vagepicta är en skalbaggsart som först beskrevs av Leon Fairmaire 1901.  Batrachorhina vagepicta ingår i släktet Batrachorhina och familjen långhorningar.
Artens utbredningsområde är Madagaskar. Inga underarter finns listade.